# Josef Schnell (Politiker)
Josef Schnell (* 8. Dezember 1886 in Fridingen an der Donau; † 10. Juni 1966 ebenda) war ein deutscher Politiker der SPD. Von 1947 bis 1952 gehörte er dem Landtag für Württemberg-Hohenzollern an.

## Biografie
Nach dem Besuch der Volksschule war Schnell zunächst als Tagelöhner bei der Gemeinde Fridingen und später in der Fabrik einer Firma in Fridingen tätig. 1909 trat Schnell in die Gewerkschaft ein, ab 1930 war er für die freien Gewerkschaften und den Fridinger Konsumverein tätig.
1934 machte er sich als Landwirt selbstständig und betrieb das Gasthaus „Zum Löwen“ in Fridingen. Dort ließ er am 21. Dezember 1938 einen Juden übernachten. In Folge drangen zwei Tage später Anhänger der Nazis ins Gasthaus ein, zerstörten Teile der Einrichtung und verprügelten Schnell. Seine Beschwerde bei der Kreisleitung der NSDAP zog er wegen Androhung einer Haft im KZ Dachau zurück. Bereits 1933 wurde eine sogenannte „Schutzhaft“ im Lager Heuberg beabsichtigt, aber nicht durchgeführt. Im August 1944 wurde ein weiterer Haftbefehl gegen ihn auf Betreiben eines Oberwachtmeisters aufgehoben.
1957 beteiligte er sich am Fridinger Ortsverein der Arbeiterwohlfahrt. Zwei Jahre später richtete er den Gesangsverein Fridingen auf, dessen Vorsitz er auch innehatte.
Schnell war zweimal verheiratet und Vater von vier Kindern. Sein Gasthaus befindet sich bis heute im Familienbesitz.

## Politik
1910 beteiligte sich Schnell an der Gründung des SPD-Ortsvereins in Fridingen. Für diese gehörte er ab 1922 und nach dem Krieg erneut dem Gemeinderat an. Ab 1948 war er zudem Mitglied des Kreistags und ab 1959 des Kreisrats.
Bei der Landtagswahl 1947 kandidierte Schnell im Wahlkreis Tuttlingen zunächst vergeblich für den Landtag. Jedoch durfte er nach kurzer Zeit ins Parlament nachrücken, nachdem dem zunächst gewählten Eugen Rosenfeldt das Mandat aberkannt wurde, da dieser als aktiver Angehöriger der Landespolizei nicht mandatsberechtigt war. Schnell gehörte dem Landtag bis zur Auflösung anlässlich der Bildung des Landes Baden-Württemberg 1952 an.